# 福岡県道210号築城停車場線
福岡県道210号築城停車場線（ふくおかけんどう210ごう ついきていしゃじょうせん）は、福岡県築上郡築上町を通る一般県道である。

## 概要
築上郡築上町大字東築城から築上郡築上町大字西八田に至る。離的に非常に短い県道である。

### 路線データ
- 起点：福岡県築上郡築上町大字東築城（JR九州日豊本線 築城駅前）
- 終点：福岡県築上郡築上町大字西八田（築城自衛隊前交差点、国道10号交点）

## 地理

### 通過する自治体
- 築上郡築上町

### 交差する道路
| 交差する道路                | 交差する場所 | 交差する場所              |
| --------------------------- | ------------ | ------------------------- |
| 福岡県道235号小山田東八田線 | 大字東築城   | 築城駅前交差点            |
| 福岡県道237号寒田下別府線   | 大字東築城   |                           |
| 国道10号                    | 大字西八田   | 築城自衛隊前交差点 / 終点 |

### 交差する鉄道
- 日豊本線

### 沿線
- JR九州日豊本線 築城駅
- 築城基地